# Fashion Model Directory
De Fashion Model Directory (FMD) is een online database met informatie over modellen, modellenbureaus, merken, tijdschriften over mode, modeontwerpers, en modeartikelen. FMD werd op de Italiaanse televisie omschreven als "de IMDb van de modeindustrie".

## Overzicht
De Fashion Model Directory is een van de grootste databases van professionele vrouwelijke modellen, modemerken, modetijdschriften, ontwerpers, en mode-gerelateerde artikelen. Voor elk model is uitgebreide informatie beschikbaar, zoals in welke advertenties zij te zien is. FMD voorziet ook in een fotogalerij voor elk model.
De FMD-database bevat meer dan 10.000 modellen, 1400 modeontwerpers, 2400 modemerken, 2200 tijdschriften, 50.000 artikelen, en 1700 modellenbureaus. Daarnaast bevat de fotogalerij meer dan 30.000 foto's.

## Geschiedenis
De FMD begon als een eigen offline project in 1998 door Stuart Howard. In het jaar 2000 ging de database online en werd wekelijks bijgewerkt. Twee jaar later werd het project overgenomen door het Britse Fashion One Group. In mei 2011 kreeg de website als onderdeel van een rebranding een nieuwe naam en uiterlijk.